# Araneus separatus
Araneus separatus là một loài nhện trong họ Araneidae.
Loài này thuộc chi Araneus. Araneus separatus được Carl Friedrich Roewer miêu tả năm 1942.